# Villogorgia tuberculata
Villogorgia tuberculata is een zachte koraalsoort uit de familie Plexauridae. De koraalsoort komt uit het geslacht Villogorgia. Villogorgia tuberculata werd voor het eerst wetenschappelijk beschreven door Hiles. 